# Інститут психології і підприємництва
Інститут психології і підприємництва (ІПП)  — вищий навчальний заклад в Україні. Заснований в 2017 році. ІПП акредитовано за четвертим, найвищим рівнем акредитації. Освітню діяльність здійснює відповідно до ліцензії МОН України про надання освітніх послуг. Розташований у місті Києві (Конча-Заспа).

## Історія
Ідея створення Інституту психології і підприємництва виникла у його засновників (К. О. Круглова та О.В. Бабіна) у 2016 році.
У 2018 році Інститут психології і підприємництва отримав ліцензію на підготовку фахівців освітнім ступенем «Бакалавр» за спеціальністю 073 «Менеджмент», освітня програма «HR-менеджмент».
У 2019 році стартував набір на три освітні програми Mini MBA: «HR-менеджмент», «Психологія бізнесу», «Комунікативний менеджмент».
В 2020 році ІПП оголосив набір абітурієнтів за 2 спеціальностями: "Комунікативний менеджмент" та "HR-менеджмент" на 2020/21 н.р.
У червні 2020 року перші студенти, що вступили в ІПП у 2018 році на програму MINI MBA за напрямком “HR-менеджмент”, отримали дипломи. Серед випускників власники бізнесу, спеціалісти з підбору персоналу, а також українські політичні діячі.

## Структура Інституту

Фоє у центральному корпусі Інституту психології і підприємництва

Лекційна зала Інституту психології і підприємництва

В ІПП започатковано факультет менеджменту, який складається з трьох кафедр:
- Кафедри онтопсихології;
- Кафедри соціально-гуманітарних дисциплін;
- Кафедри менеджменту і підприємництва.

### Освітні програми
ІПП готує фахівців освітньо-кваліфікаційного рівня «бакалавр» та Mini MBA. 

Програма для бакалаврів

«HR-менеджмент»

- HR-інжиніринг
- Рекрутинг і стафінг
- Психологія управління персоналом, лідерство
- Технології розвитку персоналу
- Кадровий аудит та корпоративні стандарти
- Мотивація персоналу та управління конфліктами
- Менеджмент персоналу та управління зайнятістю
- Стратегічне управління персоналом, методики прийняття управлінських рішень
- Персональний менеджмент і технологія побудови особистісного бренду

«Комунікативний менеджмент»

- Комунікативні навички як важливі soft skills
- Навички підготовки публічного виступу, способи залучення та утримання аудиторії
- Розроблення ефективних презентацій та ділових листів
- Невербальна комунікація
- Дебати, політичний іміджмейкінг
- Переговори: порядок ведення, техніки, стратегії, стилі ведення
- Медіація як спосіб врегулювання спорів та ефективних комунікацій
- Бар’єри комунікації та способи їх усунення
- Розвиток креативного мислення
- Філософія успішного підприємництва

Програми MINI MBA:

- «HR-менеджмент»
- «Психологія бізнесу»
- «Комунікативний менеджмент»

## Науково-педагогічний склад

Вчена рада, ректорат ІПП та випускники програми MINI MBA 2020 року в природній оазі Aletheia

Професорсько-викладацький склад Інституту:

- 22% доктори наук
- 78% викладачі з кандидатським науковим ступенем
- 75% викладачі-практики у сфері бізнесу[10]

Вчена рада та ректорат: 
- Ігнатьєва Ірина Анатоліївна — д.е.н., ректор.
- Бабіна Олена Вікторівна — к.е.н., завідувач кафедри онтопсихології, голова вченої ради.
- Хоменко Ірина Богданівна — к.е.н., завідувач кафедри менеджменту та підприємництва.
- Тарасюк Лариса Сергіївна — д. філос. н., завідувач кафедри соціально-гуманітарних дисциплін.
- Шкурко Ярослава Іванівна — к. психол. н., доцент кафедри онтопсихології.
- Круглов Костянтин Олександрович  — доцент кафедри онтопсихології.
- Рицик Юлія Анатоліївна — секретар вченої ради.

## Кампуси і корпуси

Камінна зала в бібліотеці Інституту психології і підприємництва

На території креативного екобіологічного центру «Aletheia» розташувалися:
- Готель у стилі ОнтоАрт з автентичним дизайном і витонченим оздобленням
- Інтелект-клуб «Афінська школа»
- Піцерія «Bella Vista»
- Кондитерська «Dolci»
- Ресторан «Il Primo»
- Бутік італійського одягу «Massimo Sarto»
- Студія інтер’єрної флористики «Giardino»
- Студія одягу
- Фотостудія
- Пральня «Lavanderia Presto»
- Книжкова крамниця

## Нагороди та рейтинги
- У жовтні 2024 року, Державна служба якості освіти, як центральний орган виконавчої влади України, що реалізує державну політику у сфері освіти, зокрема з питань забезпечення якості освіти, оприлюднив оновлений рейтинг навчальних закладів України, які мають високий ступінь ризику. До переліку навчальних закладів з високим ступенем ризику увійшов, зокрема, й приватний вищий навчальний заклад «Інститут психології і підприємництва»[11][12][13].